# Інститут кібернетики імені В. М. Глушкова НАН України
Інститу́т кіберне́тики і́мені В. М. Глушко́ва Націона́льної Ака́демії нау́к Украї́ни — науково-дослідний інститут Відділення інформатики НАН України, один з провідних світових наукових центрів з вирішення фундаментальних і прикладних проблем інформатики та обчислювальної техніки, впровадження їх методів і засобів в різні сфери людської діяльності.

## Історія
Історія інституту починається з 1957 року, коли на базі лабораторії обчислювальної математики та техніки Інституту математики АН УРСР був заснований Обчислювальний центр Академії наук УРСР, перетворений в 1962 році в Інститут кібернетики, на який покладались завдання розвитку обчислювальної техніки і кібернетики та їх застосування в усіх галузях господарства, науки, оборони. Саме у згаданій лабораторії у 1950 році під час перебування її у складі Інституту електротехніки АН УРСР під керівництвом академіка С. О. Лебедєва було створено першу в СРСР і континентальній Європі лампову Малу електронну лічильну машину (рос. МЭСМ).
Засновник і перший директор інституту (до 1982 року) — академік Віктор Глушков.
У період з 1992 р. по 1997 р. на базі автономних підрозділів інституту створено Інститут програмних систем НАН України, Інститут проблем математичних машин і систем НАН України, Інститут космічних досліджень НАН України та НКА України, Навчально-науковий комплекс «Інститут прикладного системного аналізу» МОН України та НАН України, Міжнародний науково-навчальний центр інформаційних технологій і систем НАН України та Міносвіти і науки України, які увійшли до складу створеного у 1992 році Кібернетичного центру НАН України.
Інститут став колискою вітчизняних наукових кадрів в галузі кібернетики, інформатики, обчислювальної техніки. Вченими інституту створені всесвітньо відомі наукові школи з математичної кібернетики та теорії обчислювальних машин і систем, теорії оптимізації та системного аналізу, математичного моделювання, математичної теорії надійності, теорії програмування та ін.
В 1996 році спільним рішенням Національної академії наук України та Національного космічного агентства України на базі Відділення систем керування Інституту кібернетики створено Інститут космічних досліджень НАН України та НКА України.

## Інститут сьогодні
Станом на 2024 рік в інституті працює близько 500 співробітників, серед яких 13 членів Національної академії наук України, 46 докторів та понад 129 кандидатів наук.
В Інституті кібернетики функціонує суперкомп'ютерний обчислювальний комплекс (СКІТ). Він складається з п'ятьох комп'ютерних кластерів: СКІТ-1, СКІТ-2, СКІТ-3, СКІТ-4, СКІТ-5. 
При інституті діють спеціалізовані вчені ради з захисту докторських та кандидатських дисертацій та працює кафедра Київського академічного університету. Аспірантура та докторантура інституту ведуть підготовку з широкого спектра спеціальностей в галузі інформатики. За часи існування в інституті підготовлено близько 250 докторів та більше 1000 кандидатів наук, видано понад 400 монографій і опубліковано декілька десятків тисяч статей, одержано сотні авторських свідоцтв.

## Науковці
- Амосов Микола Михайлович — завідувач відділу біологічної кібернетики (1959—1990).
- Андон Пилип Іларіонович — науковий співробітник (1961—1992).
- Антомонов Юрій Гурійович — завідувач відділу (1962—1997).
- Бакаєв Леонід Олександрович — старший науковий співробітник, завідувач лабораторії спеціальних досліджень (1972—1992).
- Бакаєв Олександр Олександрович — завідувач відділу (1962—1997).
- Боюн Віталій Петрович — завідувач відділу інтелектуальних відеосистем реального часу (з 1990).
- Вельбицький Ігор В'ячеславович — завідувач лабораторії (1971—1987).
- Вінцюк Тарас Климович — завідувач відділу розпізнавання і синтезу звукових образів (1988—1997).
- Войтович Ігор Данилович — завідувач відділу сенсорних пристроїв, систем та технологій безконтактної діагностики (1981—2014).
- Гриценко Володимир Ілліч — заступник директора з наукової роботи (1977—1997).
- Грінченко Тамара Олексіївна — головна конструкторка проєкту розробки перших персональних комп'ютерів МІР (1971—1986).
- Гуляницький Леонід Федорович — завідувач відділу методів комбінаторної оптимізації та інтелектуальних інформаційних технологій (з 2011).
- Гупал Анатолій Михайлович — завідувач відділу методів індуктивного моделювання та керування (з 2003).
- Дейнека Василь Степанович — завідувач відділу СКБ математичних машин і систем (1982—1994).
- Деркач Віталій Павлович — завідувач відділу фізико-технологічних основ кібернетики (1964—1984).
- Дорошенко Анатолій Юхимович — науковий співробітник (1973—1997).
- Добров Геннадій Михайлович — заступник директора з наукових питань (1971—1976, 1979—1984).
- Євдокимов Віктор Федорович — науковий співробітник (1965—1971).
- Єрмольєв Юрій Михайлович — завідувач відділу математичних методів досліджувальних операцій (1971—1999).
- Задирака Валерій Костянтинович — завідувач відділу оптимізації чисельних методів (з 1992).
- Івахненко Олексій Григорович — завідувач відділу комбінованих систем керування (1963—1989).
- Калита Петро Якович — керівник групи, завідувач лабораторії (1976—2002).
- Капітонова Юлія Володимирівна — завідувачка відділу теорії цифрових автоматів (1982—2008).
- Кириченко Микола Федорович — провідний науковий співробітник (1992—2008).
- Кнопов Павло Соломонович — завідувач відділу математичних методів досліджувальних операцій (1999—2012).
- Коба Олена Вікторівна — провідна наукова співробітниця відділу математичних методів теорії надійності складних систем.
- Коваленко Ігор Миколайович — завідувач відділу математичних методів теорії надійності складних систем (1971—2016).
- Козак Людмила Михайлівна — наукова співробітниця (1974—1997).
- Крак Юрій Васильович — провідний науковий співробітник лабораторії комунікативних інформаційних технологій.
- Кривий Сергій Лук'янович — науковий співробітник (1975—2008).
- Кривонос Юрій Георгійович — заступник директора з наукової роботи (1996—2017).
- Кузнєцов Микола Юрійович — завідувач відділу математичних методів теорії надійності складних систем (з 2016).
- Кулінкович Арнольд Євгенович — завідувач відділу операційних систем (1973—1978).
- Кунцевич Всеволод Михайлович — завідувач відділу дискретних систем керування (1966—1995).
- Куссуль Наталія Миколаївна — наукова співробітниця (1987—1996).
- Кухта Костянтин Якович — провідний науковий співробітник (1988—1992).
- Кухтенко Олександр Іванович — засновник та завідувач вiдділу системних дослiджень (1963—1988).
- Лавріщева Катерина Михайлівна — завідувачка лабораторії автоматизації програмування (1963—1975), відділу проєктування програмного забезпечення (1975—1980) та відділу програмної інженерії (1980—1992).
- Лебедєв Дмитро Васильович — науковий співробітник, завідувач відділу (1965—1997).
- Левитська Аліна Олександрівна — провідна наукова співробітниця відділу математичних методів теорії надійності складних систем.
- Летичевський Олександр Адольфович — завідувач відділу рекурсивних обчислювальних систем (1981—2008) та відділу теорії цифрових автоматів (2008—2019).
- Летичевський Олександр Олександрович — завідувач відділу теорії цифрових автоматів (з 2019).
- Литвинов Віталій Васильович — науковий співробітник, завідувач відділу (1964—1975, 1978—1991).
- Малиновський Борис Миколайович — завідувач відділу керуючих машин (1962—1990) та відділу кібернетичної техніки (1971—1988).
- Мар'янович Тадеуш Павлович — завідувач відділу методів системного моделювання (1967—1982, 1984—1995) та відділу математичної кібернетики (1996—2007).
- Мельник Валерій Сергійович — завідувач відділу синтезу керуючих систем (1991—1997).
- Михалевич Володимир Сергійович — завідувач відділу економічної кібернетики (1962—1994), заступник директора з наукової роботи (1962—1982), директор інституту (1982—1994).
- Михалевич Михайло Володимирович — провідний науковий співробітник (1998—2009).
- Молчанов Ігор Миколайович — завідувач відділу чисельних методів та комп'ютерного моделювання (1964—2004).
- Морозов Анатолій Олексійович — науковий співробітник, директор СКБ математичних машин і систем (1983—1992).
- Нікітін Андрій Іванович — завідувач відділу системного математичного забезпечення.
- Палагін Олександр Васильович — завідувач відділу мікропроцесорної техніки (з 1982) та відділення комп'ютерних засобів і систем, заступник директора з наукової роботи (з 1984).
- Парасюк Іван Миколайович — завідувач відділу методів та технологічних засобів побудови інтелектуальних програмних систем (1992—2014).
- Перевозчикова Ольга Леонідівна — завідувачка відділу автоматизації програмування (1990—2011).
- Погребинський Соломон Беніамінович — науковий співробітник, заступник директора СКБ з наукової роботи (1986—1995).
- Подчасова Тетяна Павлівна — старша наукова співробітниця (1962—1997).
- Приказчиков Віктор Георгійович — науковий співробітник (1965—1978).
- Провотар Олександр Іванович — науковий співробітник (1981—2000).
- Пухов Георгій Євгенович — завідувач відділу, заступник директора інституту (1959—1971).
- Пшеничний Борис Миколайович — завідувач відділу обчислювальних методів (1964—2000).
- Рабинович Зіновій Львович — науковий співробітник (1957—2005).
- Редько Володимир Никифорович — науковий співробітник (1959—1971).
- Самойленко Юрій Іванович — завідувач відділу динаміки керування швидкоплинними процесами (1971—1996).
- Семенова Наталія Володимирівна — провідна наукова співробітниця відділу методів дискретної оптимізації, математичного моделювання та аналізу складних систем.
- Скопецький Василь Васильович — завідувач відділу математичного моделювання проблем екології та енергетики (1981—2010).
- Скороходько Едуард Федорович — завідувач відділу документів інформаційних систем (1959—1989).
- Скрипниченко Марія Іллівна — наукова співробітниця (1980—1991).
- Скурихін Володимир Ілліч — завідувач відділу, заступник директора інституту (1971—1997).
- Соловйов В'ячеслав Павлович — науковий співробітник (1968—1991).
- Стогній Анатолій Олександрович — завідувач відділу, заступник директора інституту (1964—1984).
- Фаль Олексій Михайлович — провідний науковий співробітник відділу математичних методів теорії надійності складних систем.
- Хіміч Олександр Миколайович — завідувач відділу чисельних методів та комп'ютерного моделювання (з 2004) та відділення математичної кібернетики та системного аналізу, заступник директора з наукової роботи.
- Цейтлін Георгій Овсійович — науковий співробітник (1965—2013).
- Чикрій Аркадій Олексійович — завідувач відділу оптимізації керованих процесів (з 1990).
- Шило Володимир Петрович — провідний науковий співробітник відділу методів дискретної оптимізації, математичного моделювання та аналізу складних систем.
- Шкурба Віктор Васильович — завідувач відділу АСУП (1965—1980) та відділення АСУ (1980—1983).
- Шор Наум Зуселевич — завідувач лабораторії (1983—1990) та відділу методів вирішення складних задач оптимізації (1990—2006).
- Ющенко Катерина Логвинівна — завідувачка відділу теорії програмування (1962—1990).
- Ященко Віталій Олександрович — науковий співробітник (1974—1992).

### Директори
Засновником і директором інституту до 1982 року був академік Віктор Глушков, ім'я якого сьогодні носить інститут. З 1982 року по 1994 рік інститут очолював академік Володимир Михалевич. З 1995 року інститут очолює академік Іван Сергієнко.